# Rhantus formosanus
Rhantus formosanus är en skalbaggsart som beskrevs av Toshiro Kamiya 1938. Rhantus formosanus ingår i släktet Rhantus och familjen dykare. Inga underarter finns listade i Catalogue of Life.